# Olympische Sommerspiele 2000/Teilnehmer (Neuseeland)
| Gelbes Symbol für Goldmedaillen mit stilisierten Olympischen Ringen | Graues Symbol für Silbermedaillen mit stilisierten Olympischen Ringen | Braundes Symbol für Bronzemedaillen mit stilisierten Olympischen Ringen |
| ------------------------------------------------------------------- | --------------------------------------------------------------------- | ----------------------------------------------------------------------- |
| 1                                                                   | —                                                                     | 3                                                                       |

Neuseeland nahm an den Olympischen Sommerspielen 2000 in der australischen Metropole Sydney mit einer Delegation von 147 Sportlern, 70 Frauen und 77 Männern, teil.
Seit 1920 war es die 19. Teilnahme Neuseelands bei Olympischen Sommerspielen.

## Flaggenträger
Der Vielseitigkeitsreiter Blyth Tait trug auch die Flagge Neuseelands während der Eröffnungsfeier im Stadium Australia.

## Medaillengewinner
Mit einer gewonnenen Gold- und drei Bronzemedaille belegte das neuseeländische Team Platz 46 im Medaillenspiegel.

### Gold
| Name        | Sportart | Wettkampf |
| ----------- | -------- | --------- |
| Rob Waddell | Rudern   | Einer     |

### Bronze
| Name            | Sportart | Wettkampf              |
| --------------- | -------- | ---------------------- |
| Mark Todd       | Reiten   | Vielseitigkeit, Einzel |
| Aaron McIntosh  | Segeln   | Windsurfen             |
| Barbara Kendall | Segeln   | Frauen, Windsurfen     |

## Teilnehmer nach Sportarten

### Basketball
- Herrenteam
11. Platz

- Kader
Brad Riley
Kirk Penney
Mark Dickel
Nenad Vucinic
Paul Henare
Pero Cameron
Peter Pokai
Phil Jones
Ralph Lattimore
Rob Hickey
Sean Marks
Tony Rampton

- Frauenteam
11. Platz

- Kader
Belinda Colling
Dianne L’Ami
Donna Loffhagen
Gina Farmer
Julie Ofsoski
Kirstin Daly
Leanne Walker
Leone Patterson
Megan Compain
Rebecca Cotton
Sally Farmer
Tania Brunton-Tupu

### Bogenschießen
- Kenneth Uprichard
Einzel: 48. Platz

- Peter Ebden
Einzel: 58. Platz

### Boxen
- Angus Shelford
Superschwergewicht: 9. Platz

### Gewichtheben
- Nigel Avery
Superschwergewicht: 17. Platz

- Olivia Baker
Frauen, Superschwergewicht: 8. Platz

### Hockey
- Damenteam
6. Platz

- Kader
Skippy Hamahona
Moira Senior
Kylie Foy
Sandy Bennett
Diana Weavers
Rachel Petrie
Anna Lawrence
Jenny Duck
Kate Trolove
Michelle Turner
Mandy Smith
Suzie Pearce-Muirhead
Anne-Marie Irving
Helen Clarke
Caryn Paewai
Tina Bell-Kake

### Judo
- Brendon Crooks
Superleichtgewicht: in der 1. Runde ausgeschieden

- Timothy Slyfield
Halbmittelgewicht: in der 1. Runde ausgeschieden

- Daniel Gowing
Halbschwergewicht: 13. Platz

- Fiona Iredale
Frauen, Superschwergewicht: 9. Platz

### Leichtathletik
- Michael Aish
10.000 Meter: Vorläufe

- Craig Barrett
50 Kilometer Gehen: 18. Platz

- Glenn Howard
Hochsprung: 27. Platz in der Qualifikation

- Ian Winchester
Diskuswurf: 31. Platz in der Qualifikation

- Toni Hodgkinson
Frauen, 800 Meter: Halbfinale
Frauen, 1500 Meter: Vorläufe

- Chantal Brunner
Frauen, Weitsprung: 21. Platz in der Qualifikation

- Beatrice Faumuina
Frauen, Diskuswurf: 12. Platz

- Tasha Williams
Frauen, Hammerwurf: 17. Platz in der Qualifikation

### Radsport
- Chris Jenner
Straßenrennen, Einzel: 47. Platz

- Julian Dean
Straßenrennen, Einzel: 61. Platz

- Scott Guyton
Straßenrennen, Einzel: 85. Platz

- Glen Mitchell
Straßenrennen, Einzel: Rennen nicht beendet

- Anthony Peden
Sprint: 15. Platz in der Qualifikation
Keirin: Viertelfinale

- Matt Sinton
1500 Meter Einzelzeitfahren: 11. Platz
Keirin: Viertelfinale

- Dary Anderson
4000 Meter Einzelzeitfahren: 14. Platz
4000 Meter Mannschaftsverfolgung: 6. Platz

- Tim Carswell
4000 Meter Mannschaftsverfolgung: 6. Platz

- Lee Vertongen
4000 Meter Mannschaftsverfolgung: 6. Platz

- Greg Henderson
4000 Meter Mannschaftsverfolgung: 6. Platz

- Glen Thomson
Punkterennen: 7. Platz

- Kashi Leuchs
Mountainbike, Cross-Country: 17. Platz

- Jacinta Coleman
Frauen, Straßenrennen, Einzel: 18. Platz

- Roz Reekie-May
Frauen, Straßenrennen, Einzel: 36. Platz

- Susy Pryde
Frauen, Straßenrennen, Einzel: Rennen nicht beendet
Frauen, Mountainbike, Cross-Country: Rennen nicht beendet

- Fiona Ramage
Frauen, Sprint: 10. Platz
Frauen, 500 Meter Einzelzeitfahren: 16. Platz

- Sarah Ulmer
Frauen, 3000 Meter Einzelverfolgung: 4. Platz
Frauen, Punkterennen: 8. Platz

### Reiten
- Kallista Field
Dressur, Einzel: 18. Platz

- Bruce Goodin
Springreiten, Einzel: Finale

- Peter Breakwell
Springreiten, Einzel: 55. Platz in der Qualifikation

- Mark Todd
Vielseitigkeit, Einzel: Bronze 
Vielseitigkeit, Mannschaft: 8. Platz

- Blyth Tait
Vielseitigkeit, Einzel: ausgeschieden
Vielseitigkeit, Mannschaft: 8. Platz

- Paul O’Brien
Vielseitigkeit, Mannschaft: 8. Platz

- Vaughn Jefferis
Vielseitigkeit, Mannschaft: 8. Platz

### Ringen
- Jotham Pellew
Bantamgewicht, griechisch-römisch: 20. Platz

- Rasoul Amani
Leichtgewicht, griechisch-römisch: 20. Platz

- Martin Liddle
Bantamgewicht, Freistil: 18. Platz

### Rudern
- Rob Waddell
Einer: Gold

- Dave Schaper
Vierer ohne Steuermann: 6. Platz

- Scott Brownlee
Vierer ohne Steuermann: 6. Platz

- Toni Dunlop
Vierer ohne Steuermann: 6. Platz

- Rob Hellstrom
Vierer ohne Steuermann: 6. Platz

- Sonia Waddell
Frauen, Einer: 6. Platz

### Schießen
- Brant Woodward
Trap: 37. Platz

- Victor Shaw
Trap: 38. Platz

- Des Coe
Doppel-Trap: 25. Platz

- Geoff Jukes
Skeet: 19. Platz

- Brian Thomson
Skeet: 47. Platz

- Tania Corrigan
Frauen, Luftpistole: 39. Platz

- Tania Corrigan
Frauen, Sportpistole: 37. Platz

- Teresa Borrell
Frauen, Trap: 15. Platz

### Schwimmen
- Jonathan Duncan
200 Meter Freistil: 32. Platz
400 Meter Freistil: 29. Platz
1500 Meter Freistil: 37. Platz

- Scott Talbot-Cameron
100 Meter Rücken: 37. Platz
200 Meter Rücken: 22. Platz

- Steven Ferguson
100 Meter Brust: 27. Platz
200 Meter Brust: 31. Platz

- Dean Kent
200 Meter Lagen: 23. Platz
400 Meter Lagen: 16. Platz

- Vivienne Rignall
Frauen, 50 Meter Freistil: 9. Platz

- Monique Robins
Frauen, 100 Meter Freistil: 33. Platz
Frauen, 100 Meter Rücken: 26. Platz

- Helen Norfolk
Frauen, 200 Meter Rücken: 20. Platz
Frauen, 200 Meter Lagen: 20. Platz
Frauen, 400 Meter Lagen: 13. Platz

- Elizabeth van Welie
Frauen, 200 Meter Schmetterling: 15. Platz

### Segeln
- Aaron McIntosh
Windsurfen: Bronze

- Clifton Webb
Finn-Dinghy: 16. Platz

- Simon Cooke
470er: 7. Platz

- Peter Nicholas
470er: 7. Platz

- Peter Fox
21. Platz

- Gavin Brady
Star: 9. Platz

- Jamie Gale
Star: 9. Platz

- Daniel Slater
49er: 8. Platz

- Nathan Handley
49er: 8. Platz

- Chris Dickson
Tornado: 5. Platz

- Glen Sowry
Tornado: 5. Platz

- Rod Davis
Soling: 5. Platz

- Donald Cowie
Soling: 5. Platz

- Alan Smith
Soling: 5. Platz

- Barbara Kendall
Frauen, Windsurfen: Bronze

- Sarah Macky
Frauen, Europe: 9. Platz

- Melinda Henshaw
470er: 11. Platz

- Jenny Egnot
470er: 11. Platz

### Softball
- Frauenteam
6. Platz

- Kader
Char Pouaka
Cindy Potae
Fiona Timu
Gina Weber
Helen Townsend
Jackie Smith
Jaye Bailey
Kim Dermott
Kiri Shaw
Lisa Kersten
Melanie Hulme
Melisa Upu
Rhonda Hira
Ruta Lealamanua
Zavana Aranga

### Tischtennis
- Peter Jackson
Einzel: 49. Platz

- Li Chunli
Frauen, Einzel: 17. Platz
Frauen, Doppel: 17. Platz

- Li Karen
Frauen, Einzel: 33. Platz
Frauen, Doppel: 17. Platz

### Triathlon
- Craig Watson
Olympische Distanz: 16. Platz

- Hamish Carter
Olympische Distanz: 26. Platz

- Ben Bright
Olympische Distanz: 38. Platz

- Evelyn Williamson
Frauen, Olympische Distanz: 22. Platz

### Turnen
- David Phillips
Einzelmehrkampf: 52. Platz in der Qualifikation
Barren: 77. Platz in der Qualifikation
Bodenturnen: 63. Platz in der Qualifikation
Pferdsprung: 65. Platz in der Qualifikation
Reck: 75. Platz in der Qualifikation
Ringe: 77. Platz in der Qualifikation
Seitpferd: 80. Platz in der Qualifikation

- Laura Robertson
Einzelmehrkampf: 57. Platz in der Qualifikation
Bodenturnen: 58. Platz in der Qualifikation
Pferdsprung: 73. Platz in der Qualifikation
Schwebebalken: 68. Platz in der Qualifikation
Stufenbarren: 77. Platz in der Qualifikation